# Anni-Frid Lyngstad
Anni-Frid Synni „Frida” Lyngstad (ur. 15 listopada 1945 w Ballangen) – szwedzka piosenkarka. Współtwórczyni i wokalistka zespołu ABBA.

## Dzieciństwo
Urodziła się w Bjørkåsen, małej wiosce w Ballangen nieopodal Narwiku w północnej Norwegii. Jest nieślubną córką Norweżki Synni Lyngstad (1926–1947) i Niemca, Alfreda Hassego (1919–2009), żonatego podoficera Wehrmachtu stacjonującego w Norwegii, który przy ewakuacji wojsk niemieckich z Norwegii wrócił do Niemiec. W 1946 wraz z babką, Arntine „Agny” Lyngstad, zamieszkała w Eskilstunie, później osiedliły się w Härjedalen, gdzie Agny podjęła pracę jako dozorczyni. Wkrótce dołączyła do nich matka Fridy, po czym wszystkie trzy przeprowadziły się do Malmköpingu. Zaraz po tym jej matka zmarła na niewydolność nerek w wieku 21 lat. Od tej pory dziewczynkę wychowywała samotnie babka. W czerwcu 1949 przeniosły się do Torshälli, gdzie Agny znalazła pracę jako krawcowa. Frida poznała ojca dopiero w dorosłym życiu, we wrześniu 1977.

## Kariera
Zainteresowanie muzyką wykazywała już jako dziecko, śpiewając ludowe piosenki i ucząc się gry na gitarze.
Zachęcona przez babkę, w wieku 10 lat po raz pierwszy wystąpiła publicznie podczas spotkania zorganizowanego przez Czerwony Krzyż. Niedługo później zaczęła śpiewać w zespole działającym w Eskilstunie, a żeby dostać się do jego składu, skłamała, że ma 16 lat. W 1961 dołączyła do grupy Sörmalands Big Band, w której poznała pierwszego męża, Ragnara Fredrikssona. W 1967 zwyciężyła w konkursie Nya ansikten. W tym samym roku wystąpiła w programie telewizyjnym Hylands hörna, po którego wygraniu podpisała kontrakt z wytwórnią EMI. Współpraca z firmą nie przyniosła jej jednak większego sukcesu komercyjnego, choć jej piosenki były grane w regionalnych rozgłośniach radiowych, a ona sama cieszyła się sympatią w lokalnej prasie. W 1969 w jednym z programów radiowych poznała Benny’ego Anderssona, swojego drugiego męża, który pomógł jej w wydaniu debiutanckiej solowej płyty, zatytułowanej po prostu Frida.

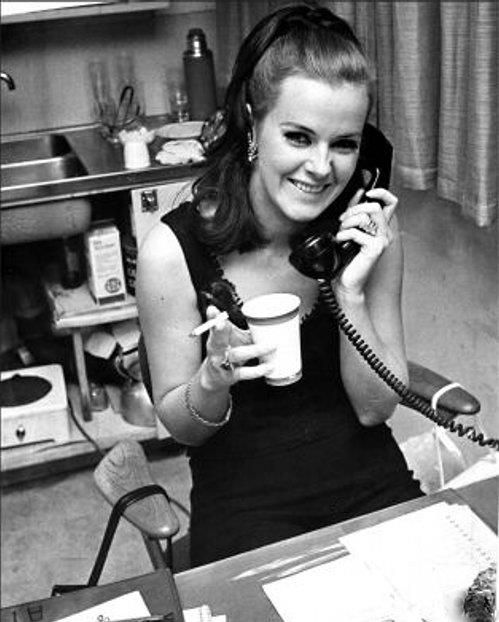
Lyngstad (1967)

W latach 1972–1982 wraz z Agnethą Fältskog, Björnem Ulvaeusem i Bennym Anderssonem występowała w zespole ABBA, z którym nagrała i wydała osiem albumów studyjnych: Ring Ring (1973), Waterloo (1974), ABBA (1975), Arrival (1976), The Album (1977), Voulez-Vous (1979), Super Trouper (1980) i The Visitors (1981).
Pozostając wokalistką zespołu ABBA, kontynuowała karierę solową. W 1975 wydała album pt. Ensam, na którym umieściła covery szwedzkich przebojów oraz utwór „Fernando”, który w wykonaniu Abby stał się międzynarodowym przebojem. W 1976 roku przyleciała do Polski do Warszawy wraz z członkami Abby na koncert ABBA w Studio 2 do TVP. W 1979 premierę miał film Gå på vattnet om du kan, w którym zagrała postać Anny.

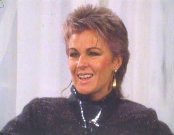
Lyngstad (1982)

Po zawieszeniu działalności zespołu w listopadzie 1982 wydała swój pierwszy anglojęzyczny album solowy pt. Something’s Going On, której producentem został Phil Collins, i który osiągnął duży sukces komercyjny, rozchodząc się w ponad 2 mln egzemplarzy. Pod koniec 1984 wydała drugi międzynarodowy album pt. Shine, który jednak spotkał się z chłodnym przyjęciem wśród krytyków, co zraziło Lyngstad do nagrywania kolejnych płyt. We wrześniu 1986 ogłosiła koniec kariery. W 1987 premierę miał utwór „Så länge vi har varann”, który nagrała z duetem Ratata.
Po zakończeniu kariery muzycznej poświęciła się życiu rodzinnemu i działalności charytatywnej. Zaangażowała się w projekt ekologiczny „Artister för Miljö”, a w ramach promocji akcji zorganizowała koncert charytatywny w Sztokholmie, na którym zaśpiewała piosenki „Änglamark” i „Saltwater”. W 1996 wznowiła karierę fonograficzną wydaniem albumu pt. Djupa andetag, który spotkał się z przychylnym odbiorem krytyków i słuchaczy. W 2002 nagrała duet „La Barcallore” z Filippą Giordano, dwa lata później nagrała utwór „The Sun Will Shine Again” umieszczony albumie Jona Lorda, a w 2010 premierę miał album Jojje Wadeniusa Reconnection, na którym zaśpiewała cover utworu Cata Stevensa „Morning Has Broken”.

## Charakterystyka muzyczna i inspiracje
Na solowych albumach prezentuje mieszankę gatunkową. Album Something’s Going On zawierał m.in. brzmienia rocka, jazzu, reggae i rock and rolla, a także ballady.
Jako swoją ulubioną piosenkarkę podaje Joan Jett. Lubi także twórczość zespołów Queen, Genesis i Led Zeppelin.

## Życie prywatne
Była trzykrotnie zamężna. W 1962 wyszła za Ragnara Fredrikssona, z którym miała dwoje dzieci: Hansa (ur. 1963) i Lisę-Lottę (1967–1998). W 1968 rozwiedli się, a dzieci pozostały pod opieką ojca ze względu na zawodowe obowiązki Lyngstad. 7 października 1978 wyszła za Benny’ego Anderssona, z którym w 1981 wzięła rozwód. Po rozpadzie małżeństwa spotykała się z przedsiębiorcą Bertilem Hjärtem. Następnie wyszła za Heinricha Ruzzo Reuss von Plauena, z którym była do jego śmierci 29 października 1999. W wyniku tego ostatniego małżeństwa przysługiwał jej tytuł książęcy – Jej Książęca Wysokość Księżniczka Anni-Frid Reuss von Plauen.
Pasjonuje się malarstwem; w wolnych chwilach tworzy własne dzieła, poza tym fascynują ją dzieła René Magritte’a, Christosa i Francisa Bacona.
Znużona i zmęczona stałym zainteresowaniem kolorowej prasy jej osobą, w 1982 wyprowadziła się ze Szwecji i zamieszkała w Londynie. Z uwagi na rozwój miłosnej relacji z Ruzzo Reussem przeprowadziła się do Freiburga. Następnie przeniosła się do Zermatt, a w 2018 zamieszkała w Genolier u stóp Jury.
W latach 80., zainspirowana postawą Agnethy Fältskog, wystosowała list otwarty do przedstawicieli szwedzkiej prasy kolorowej z prośbą o zaprzestanie naruszania jej prywatności i szerzenia nieprawdziwych informacji o jej życiu prywatnym.

## Dyskografia

### Albumy szwedzkojęzyczne
- 1971 – Frida
- 1975 – Frida ensam
- 1996 – Djupa andetag

### Albumy angielskojęzyczne
- 1982 – Something’s Going On
- 1984 – Shine

### Albumy
- 1972 – Anni-Frid Lyngstad
- 1991 – På egen hand
- 1993 – Tre kvart från nu
- 1997 – Frida 1967–1972
- 1998 – Frida – The Mixes
- 2005 – Frida

### Single
- 1967 – En ledig dag
- 1967 – Din
- 1968 – Simsalabim
- 1968 – Mycket kär
- 1969 – Härlig är vår jord
- 1969 – Så synd du måste gå
- 1969 – Peter Pan
- 1970 – Där du går lämnar kärleken spår
- 1971 – En liten sång om kärlek
- 1971 – En kväll om sommarn
- 1971 – Min egen stad
- 1972 – Vi är alla barn i början
- 1972 – Man vill ju leva lite dessemellan
- 1975 – Fernando
- 1982 – I Know There’s Something Going On
- 1983 – To Turn The Stone
- 1983 – Here we’ll stay
- 1983 – Belle
- 1983 – Time
- 1984 – Shine
- 1984 – Come To Me (I Am Woman)
- 1987 – Så länge vi har varann
- 1992 – Änglamark
- 1996 – Även en blomma
- 1996 – Ögonen
- 1997 – Alla mina bästa år

## Filmografia
- 1974 – ABBA (film) jako wokalistka zespołu ABBA
- 1977 – ABBA. Film jako ona sama
- 1979 – Walk on water if you can – jedna z głównych bohaterek
- 1980 – ABBA – In Concert
- 1993 – Fame in the twentieth century jako ona sama
- 1999 – Abba – The winner takes it all jako ona sama
- 2004 – ABBA – The Definitive Collection
- 2004 – Super Troupers: 30 years of ABBA jako ona sama

## Odznaczenia
- Kommendör av första klassen Królewskiego Orderu Wazów – 2024[27]